# Eric Balfour
Pour les articles homonymes, voir Balfour (homonymie).
Eric Balfour est un acteur et producteur américain, né le 24 avril 1977 à Los Angeles (Californie).

## Biographie

### Jeunesse
Eric Balfour est né à Los Angeles, Californie. Il est le fils de David Balfour, un chiropraticien et Sharon Balfour (née Salter), qui travaille comme conseillère matrimoniale et familiale. Il a une sœur plus jeune, Tori.

### Carrière
En 1991, il commence sa carrière à l'âge de 15 ans en participant à la série de chansons et de danse Kids Incorporated.
Il a ensuite participé à d'autres séries comme Notre belle famille, Docteur Quinn, femme médecin, Incorrigible Cory, Buffy contre les vampires, Dawson, Nash Bridges, À la Maison-Blanche, Chicago Hope et New York Police Blues.
En 2000, il est dans le film Ce que veulent les femmes de Nancy Meyers, aux côtés de Mel Gibson et Helen Hunt.
De 2001 à 2003, il incarne Gabe dans la série télévisée lauréate d'un Golden Globes Six Feet Under d'Alan Ball. Également en 2001 puis en 2007, il a joue le rôle de Milo Pressman dans la première et sixième saison de 24 heures chrono.
En 2003, il fait une apparition remarquée au cinéma avec le rôle de Kemper dans le film Massacre à la tronçonneuse de Marcus Nispel, au côté de Jessica Biel et Jonathan Tucker.
En 2005, il participe au film In Her Shoes de Curtis Hanson, avec Cameron Diaz.
En 2008, il tient le rôle de Comanche / Bix dans Hell Ride de Larry Bishop, puis enchaîne avec The Spirit de Frank Miller. La même année, il apparaît dans le clip Yes We Can.
De 2010 à 2015, il incarne Duke Crocker dans la série télévisée Haven. À la suite de cela, il revient en 2016 sur le petit écran dans Ray Donovan et dans les films Little Dead Rotting Hood, Fashionista et Tao of Surfing.
En 2020, il tient un petit rôle dans le film The Runner de Michelle Danner. Il apparaît également dans plusieurs épisodes de Charmed.
En 2022, il incarne le producteur Dean Tavoularis dans la mini-série The Offer.

### Vie privée
Il est en couple depuis 2010 avec Erin Chiamulon. Ils se marient le 30 mai 2015. Leur premier enfant, Oliver Lion Balfour est né en 2018. Leur deuxième fils, Romeo Amadeus Balfour est né en mai 2022.

## Filmographie

### Cinéma
- 1996 : Shattered Image de Raoul Ruiz : Greg
- 1997 : Trojan War de George Huang (en) : Kyle
- 1998 : Big Party (Can't Hardly Wait) d'Harry Elfont et Deborah Kaplan : Steve
- 1999 : Scrapbook de Kurt Kuenne : Andy Martin
- 2000 : Ce que veulent les femmes (What Women Want) de Nancy Meyers : Cameron
- 2001 : Couple de stars (America's Sweethearts) de Joe Roth : le garde de sécurité
- 2003 : Rain de Robert J. Wilson : Morris
- 2003 : Le Secret des frères McCann (Secondhand Lions) de Tim McCanlies (en) : Sheik's Grandson
- 2003 : Massacre à la tronçonneuse (The Texas Chainsaw Massacre) de Marcus Nispel : Kemper
- 2005 : Rx d'Ariel Vromen : Andrew
- 2005 : Lie with Me de Clément Virgo (en) : David
- 2005 : In Her Shoes de Curtis Hanson : Grant
- 2008 : Hell Ride de Larry Bishop : Comanche / Bix
- 2008 : The Spirit de Frank Miller : Mahmoud
- 2009 : Les Cavaliers de l'Apocalypse (Horsemen) de Jonas Åkerlund : Taylor
- 2009 : Toy Boy de David Mackenzie : l'homme dans la boite de strip-tease
- 2010 : Beatdown de Mike Gunther : Victor
- 2010 : Skyline de Greg et Colin Strause : Jarrod
- 2011 : Cavale aux portes de l'enfer (The Legend of Hell's Gate : An American Conspiracy) de Tanner Beard : Will Edwards
- 2011 : Cell 213 de Stephen T. Kay : Michael Grey
- 2014 : Backcountry d'Adam MacDonald : Brad
- 2016 : Little Dead Rotting Hood de Jared Cohn : le shérif Adam
- 2016 : Fashionista de Simon Rumley : Randall
- 2016 : Tao of Surfing de Lou Diamond Phillips : Dayne
- 2017 : 200 Degrees de Giorgio Serafini : Ryan Hinds
- 2018 : Unhinged de Giorgio Serafini : Peter Farrell
- 2020 : The Runner de Michelle Danner : une légende locale[2]
- 2020 : Timecrafters : The Treasure of Pirate's Cove de Rick Spalla : Pistol[2]
- 2021 : Tale of the Wet Dog de Joe Benedetto : Harold Judson[2]

### Télévision

#### Téléfilms
- 1993 : Le Complot de la haine (Bloodlines : Murder in the Family) : Matt
- 1996 : Un amour étouffant (No One Would Tell) de Noel Nosseck : Vince Fortner
- 2004 : Face of Terror de Bryan Goeres : Saleem Haddad
- 2004 : Fearless de Blair Hayes : Ryan
- 2009 : La Fureur des gargouilles (Rise of the Gargoyles) de Bill Corcoran : Pr Jack Randall
- 2010 : Bloody Waters: Eaux sanglantes (Dinoshark) : Trace McGraw
- 2012 : Inland Empire : Bluffys
- 2017 : A Midsummer's Nightmare de Gary Fleder : Mark
- 2018 : The Finest de Regina King : Oz Darosa

#### Séries télévisées
- 1990-1991 : Kids Incorporated : Eric
- 1992 : Arresting Behaviour : Billy Ruskin
- 1993 : Danger Theatre : Un adolescent
- 1993 : Notre belle famille ({Step by Step) : Michael Fielder
- 1993 : Hearts Afire : Un étudiant
- 1993-1994 : Docteur Quinn, femme médecin (Dr. Quinn, Médicine Woman) : Benjamin Avery
- 1994 : Animaniacs : Jared (voix)
- 1995 : Incorrigible Cory (Boy Meets World) : Tommy
- 1995 : Kirk : Zack
- 1996 : Champs : Danny
- 1996 : Townies : Adam
- 1997 : Buffy contre les vampires (Buffy the Vampire Slayer) : Jesse
- 1997 : Clueless : Le livreur de pizza
- 1997 : À la une (Ink) : Danny
- 1998 : Dawson (Dawson's Creek) : Warren Goerin
- 1999 : Nash Bridges : Cliff Moorehouse
- 1999 : À la Maison-Blanche (The West Wing) : Un agresseur dans le bar
- 2000 : Chicago Hope : La Vie à tout prix (Chicago Hope) : Jason Kerns
- 2001 : FreakyLinks : Chapin Demetrius
- 2001 : Les Chroniques du mystère (The Chronicle) : Mark Griffin
- 2001 : New York Police Blues (NYPD Blue) : Eli Beardsley / Charles « Spyder » Price
- 2001-2003 : Six Feet Under : Gabriel "Gabe" Dimas
- 2001 / 2007 : 24 heures chrono (24) : Milos Pressman
- 2003-2004 : Veritas : The Quest : Calvin Banks
- 2004 : Newport Beach (The O.C.) : Eddie
- 2004 : Hawaii : Christopher Gains
- 2005 : Sex, Love and Secrets : Charlie Tibideaux
- 2006 : Conviction : Brian Peluso
- 2008 : Bella et ses ex (The Ex List) : Johnny Diamon
- 2009 : Fear Itself : Maxwell
- 2009 : Life on Mars : Edward S. « Eddie » Carling
- 2009 : New York, section criminelle (Law and Order: Criminal Intent) : Max Goodwin
- 2009 : Monk : Lenny Barlowe
- 2009 : Valemont : Eric Gracen
- 2010 : Saving Grace : Jesus
- 2010-2015 : Haven : Duke Crocker
- 2011 : Super Hero Family (No Ordinary Family) : Lucas Winnick
- 2012 : Christine : Daniel
- 2013 : Franklin and Bash : Gino
- 2016 : Ray Donovan : Nick Lowell
- 2018 : 37 Problems : Josh
- 2018 : Chicago Police Department : Spiro Dalon
- 2019 : Conversations in L.A. : Blaine
- 2020 : Charmed 2018 : Julian Shea
- 2022 : The Offer : Dean Tavoularis
- 2023 : Wilderness : Garth Lanahan

### Comme producteur
- 2005 : Rx (comme coproducteur)
- 2012 : Inland Empire (téléfilm, comme producteur exécutif)
- 2017 : 200 Degrees
- 2018 : Unhinged

### Comme réalisateur
- 2011 : Do Not Disturb (segment Duccios Madonna)
- 2012 : Inland Empire (téléfilm, également scénariste)
- 2019 : 7 Days to Vegas
- 2022 : Bright in a Hollow Sky (également scénariste)

## Récompenses et distinctions

### Récompenses
- Young Artist Awards 1994 : Meilleure jeune distribution dans une série pour Kids Incorporated partagé avec Nicole Brown, Jared Delgin, Kenny Ford Jr., Jennifer Love Hewitt, Anastasia Horne et Haylie Johnson

### Nominations
- Young Artist Awards 1993 : meilleure jeune distribution dans une série télévisée dramatique pour Kids Incorporated (partagé avec Nicole Brown, Jared Delgin, Kenny Ford Jr., Jennifer Love Hewitt, Anastasia Horne et Haylie Johnson)
- Academy of Science Fiction, Fantasy and Horror Films 2003 (pour le Cinescape Genre Face of the Future Award) : 
  - Meilleur acteur dans un drame d'horreur pour Massacre à la tronçonneuse (2003).
  - Meilleur acteur dans une série télévisée dramatique pour Veritas: The Quest (2003).
- The Streamy Awards 2012 : meilleur acteur dans une mini-série sur le web pour Valemont

## Voix francophones
En France, de nombreux comédiens se sont succédé pour doubler Eric Balfour,. Parmi les plus notables, Franck Monsigny et Jérémy Bardeau l'ont doublé à quatre reprises. Damien Boisseau lui a également prêté sa voix à trois occasions.